# Avenida Mauá
La avenida Mauá es una avenida de la ciudad de Porto Alegre, Brasil. Situada en el centro de la ciudad, comienza en la rúa General Portinho y termina en la rúa da Conceição.
Fue construida en la década de 1920 en terrenos ganados al caudal del lago Guaíba para la construcción del puerto de Porto Alegre. Limita con los almacenes portuarios. En 1928 pasó a llamarse rua Visconde de Mauá que, por sucesivos actos administrativos, se transformó en avenida Mauá. La avenida Mauá sigue paralela a la muralla de Mauá.